# Gråmaskad falsktangara
Gråmaskad falsktangara (Mitrospingus oleagineus) är en fågel i den nyskapade familjen falsktangaror inom ordningen tättingar.

## Utseende och läte
Svartmaskad falsktangara är en 18 cm lång tätting med drag av både tangara och trupial. Fjäderdräkten är mestadels koppargrön, i solljus ibland mot gult, med kontrasterande grått på ansikte och strupe. Den rätt kraftiga näbben är silvergrå. Vanligaste lätet är ett obehagligt ljust skri, som om fågeln skulle ha strypts.

## Utbredning och systematik
Gråmaskad falsktangara delas in i två underarter:
- Mitrospingus oleagineus obscuripectus – förekommer i sydöstra Venezuela (Gran Sabana) och nordligaste Brasilien (Uei-Tepui)
- Mitrospingus oleagineus oleagineus – förekommer i tepuis i sydöstra Venezuela (berget Roraima) och angränsande Guyana

### Familjetillhörighet
Traditionellt har arten okontroversiellt placerats i familjen tangaror (Thraupidae). DNA-studier  pekar dock på att släktet Mitrospingus tillsammans med Lamprospiza melanoleuca och Orthogonys chloricterus utgör en egen utvecklingslinje, systergrupp till både tangaror och kardinaler, och förs allt oftare till den egna familjen Mitrospingidae. Därför har också dessa arter fått nytilldelat svenskt gruppnamn, falsktangaror.

## Levnadssätt
Gråmaskad falsktangara hittas i trädtaket i bergsskogar, vanligen över 800 meters höjd. Där påträffas den ofta i grupper som rör sig genom vegetationen och fruktbärande träd. 

## Status och hot
Arten har ett stort utbredningsområde, men tros minska i antal, dock inte tillräckligt kraftigt för att den ska betraktas som hotad. Internationella naturvårdsunionen IUCN listar arten som livskraftig (LC).